# 加藤鯛一

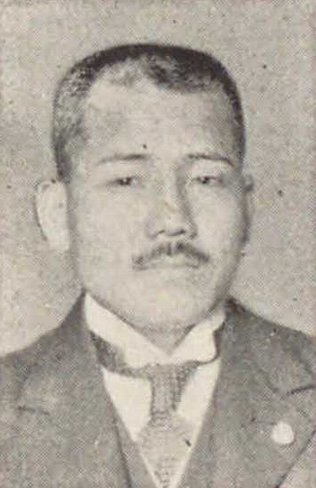
加藤鯛一

加藤 鯛一（かとう ちょういち、1888年（明治21年）6月1日 - 1943年（昭和18年）10月5日）は、日本の衆議院議員（憲政会→立憲民政党→国民同盟→立憲民政党）、ジャーナリスト。衆議院議員・労働大臣を務めた加藤勘十は実弟。

## 経歴
愛知県丹羽郡岩倉町（現在の岩倉市）出身。雑誌「実業帝国」を創刊し、社長兼主筆となる。また東京政治通信社社長も務めた。他に社団法人大日本国防義会の創設にも加わり、評議員となった。
1924年（大正13年）、第15回衆議院議員総選挙に出馬し、当選。以後、7回の当選回数を重ねた。その間、阿部内閣で内務政務次官を務めた。
1943年（昭和18年）、翼賛政治会、農林省、内務省共同の満鮮食糧事情調査団に一員として参加することとなり、助川啓四郎代議士や随行者とともに満州へ向けて出発。同年10月5日、乗船していた関釜連絡船崑崙丸がアメリカ海軍潜水艦ワフーの魚雷攻撃を受けて沈没し、犠牲となった。翼政会は両代議士の合同葬を行った後、翼政会葬を行った。

## 著書
- 『大宰相浜口雄幸』（文武書院、1929年）
- 「放漫予算編成の責任を感ぜよ」『第六四回帝国議会代表演説集』（日本講演通信社、1933年）
- 『政党の政策は地方財政に如何に反映せるか』（加藤鯛一、1935年）
- 『躍進日本の政治動向』（中西書房、1935年）
- 『議会制度改革論』（加藤鯛一、1936年）
- 『新時局に対処する国策を論ず』（加藤鯛一、1936年）

## 人物評
- 「雲蒸龍変 加藤鯛一」『普選議会の重なる人々 - 政界人物評伝（野党の巻）』（角屋謹一著、文王社、1928年）
- 「加藤鯛一と風見章」『政界人は乱れ飛ぶ』（浅尾勝弥著、勝美閣、1932年）
- 「国民同盟の新幹事長 加藤鯛一」『非常時政局を繞る重なる人々 - 政界人物評伝』（角屋謹一著、文王社、1934年）
- 「国民同盟幹事長 加藤鯛一」『非常時政界人物風景 - 昭和政治家評論』（角屋謹一著、文王社、1934年）
- 「加藤鯛一氏 死線を越えた苦労人」『国民同盟陣営展望』（森岩吉著、政界評論社、1934年）
- 「機略と思慮 内務政務次官加藤鯛一」『戦時下の政界人物展望 - 昭和政治家評論』（角屋謹一著、文王社、1939年）